# 天津南环铁路
天津南环铁路有限公司，是2009年11月由铁道部、地方国营天津市铁路集团有限公司、天津铁投公司合资设立，铁道部控股、公司自管自营。下设运输分公司、机务分公司、电务分公司、黄万分公司、天津南环铁路维修有限责任公司（2016年设为独资公司）。

## 线路
管辖李港铁路李七庄站至东大沽站区段、咸水沽站（不含）至官港站区段。正线长87.8km。接轨专用线13条。与路网接轨情况：
- 李七庄站接轨国铁陈塘支线
- 新北大港站至咸水沽站上、下行联络线（即津南支线），在咸水沽站接轨蓟港铁路咸水沽站。
- 万家码头站接轨朔黄铁路公司黄万铁路、天津南港铁路
- 东大沽站接轨路港公司的南疆港铁路
- 周芦支线接轨国铁周李庄站

## 历史
随着大港油田开发，1974年至1976年修建了李港铁路。1983年9月由铁道部划归天津市地方铁路局。在天津市有关部门及天津铁路分局的支持下，到1983年底又续建了一、二期延伸线，开通了李七庄至北大港站的客运，建成正线44公里，站线26公里，年货运量达270吨，历年运营累计收入5681万元。其中万家码头站为工业编组站。
西南环线扩能改造工程项目计划总工期为30个月，计划2016年建成。将形成天津南部一条大能力的、与国铁干线标准和运输能力匹配的枢纽货运环线铁路，运行时速将达到120公里。项目西起京沪铁路的周李庄站，利用既有周芦铁路通道（青凝侯站），再利用既有李港铁路通道（小孙庄站、王稳庄站、万家码头站），至新建新北大港站，经官港站和邓善沽站，终至东大沽站与港区铁路分界处。正线全长约103.4公里，为国家I级、双线、电气化铁路。2017年12月1日陈塘庄支线西营门站以南区段和李港铁路李七庄站至芦南线路所区段停运，天津南环铁路由西南环线铁路（周芦支线）接入京沪铁路。
2020年11月1日上午，天津南环铁路维修有限公司在临港铁路K4＋300米处更换桥枕作业时发生桥梁部分坍塌，记者发稿时已造成7人死亡，5人受伤。